# Diessenhofen
Diessenhofen – miasto i gmina (Politische Gemeinde) w północno-wschodniej Szwajcarii, w kantonie Turgowia, w okręgu (Bezirk) Frauenfeld. Leży nad Renem. 

## Demografia
W Diessenhofen mieszka 4 113 osób. W 2021 roku 37,7% populacji gminy stanowiły osoby urodzone poza Szwajcarią. 

## Transport
Przez teren gminy przebiega droga główna nr 13.